# Duncan Liddel
Duncan Liddel (Aberdeen, 1561 — Aberdeen, 17 de dezembro de 1613) foi um médico, astrônomo e professor de Matemática e Professor de Medicina da Universidade de Helmstedt.
Era filho de John Liddel, reputado cidadão de Aberdeen, onde nasceu e foi educado nas aulas de idiomas e de filosofia nas escolas e na Universidade de Aberdeen.  Em 1579, desejoso de visitar outros países, foi da Escócia a Dantzig, e depois pela Polônia, Frankfurt an der Oder, onde John Craig, primeiro médico de Jaime VI, Rei da Escócia, lhe ensinou lógica e matemática. Devido à sua assistência generosa, Liddel foi capaz de continuar seus estudos na Universidade de Frankfurt durante três anos, tempo esse que aplicou diligentemente estudando matemática e filosofia sob a regência de Craig e de outros professores, iniciando também o estudo de física.  Em 1582, estando para retornar para a Escócia, o Dr. Craig enviou Liddel para prosseguir seus estudos em Breslau, na Silésia, recomendando-o aos cuidados do renomado chefe de estado Andreas Dudithius, e durante a sua permanência em Breslau, Liddel mostrou extenso progresso em seu estudo favorito de matemática, tendo o célebre Paul Wittichius como seu professor.
Em 1584, Liddel voltou a Frankfurt, dedicando-se novamente à física, e ao mesmo tempo dava aulas particulares para alguns alunos nos vários ramos da matemática e da filosofia.  Em 1587, sendo obrigado a deixar Frankfurt por conta da peste, retirou-se para a Universidade de Rostock, onde o seu talento conquistou a estima de Heinrich Brucæus, Cornelius Martini e Johannes Caselius o qual observou, pelo conhecimento que tivera, que Liddel fora a primeira pessoa na Alemanha que explicava os movimentos dos corpos celestes segundo as três diferentes hipóteses de Ptolomeu, Copérnico e Tycho Brahe.  Com estes três sábios, Liddel tinha mais um relacionamento de amigo do que de aluno; e Brucæus, sendo ele mesmo um excelente matemático, reconheceu que Liddel o ensinava a respeito do mais perfeito sistema de Copérnico e sobre outros assuntos de astronomia.  Foi, provavelmente, durante a sua permanência alí que Liddel ficou familiarizado com Tycho Brahe.
Em 1590, tendo recebido seu grau de mestrado na Universidade de Rostock, ele retornou mais uma vez para Frankfurt; porém, tendo ouvido falar da crescente reputação da Universidade de Helmstedt, onde seu amigo Caselius havia sido convidado para a cadeira de Filosofia, de lá se retirou, e em 1591 foi nomeado primeiro ou mais baixo grau como professor de matemática, e em 1594 para a segunda ou mais qualificada cadeira de matemática, a qual atendeu com grande reputação para si mesmo e para a Universidade.  Em 1596, obteve o grau de doutor em medicina, e nesse período tanto ensinava como praticava física, e por isso mesmo, foi empregado como o primeiro médico na corte de Braunschweig.  Estando a sua reputação agora no mais alto grau, foi diversas vezes nomeado deão das faculdades, tanto de filosofia como de física, e em 1604, pró-reitor da universidade, no ano anterior à sua renúncia como professor de matemática.
Em 1607, tendo vontade de passar o resto dos seus dias em sua terra natal, a qual ele sempre visitava durante a sua residência em Helmstedt, solicitou permissão e depois de passar algum tempo na Alemanha e na Itália, finalmente se estabeleceu na Escócia.  O primeiro relato que temos dele depois de sua volta se refere a algumas doações de terra, adquiridas por ele perto de Aberdeen, para a universidade de lá para educação e suporte de seis estudante pobres.  Isto ocorreu em 1612, e no ano seguinte ofereceu uma certa quantia em dinheiro para contratar um professor de matemática, e doou toda a sua coleção de livros e de instrumentos matemáticos para o colégio Marischal, reservando uma pequena soma para ser gasta anualmente para ampliar a coleção, e uma outra parte para ser distribuída entre os pobres.  Este parece ter sido o último ato de sua vida, porque ele deixou as páginas da vida no dia 17 de Dezembro de 1613, aos 52 anos de idade, sendo sepultado na West Church de Aberdeen, onde os magistrados depositaram em sua homenagem uma grande placa de bronze, onde foram gravadas a imagem do renomado matemático vestido com o traje e barrete de professor, cercado de livros e instrumentos, e acompanhado por uma inscrição relativo ao seu grau de notoriedade.

## Obras
- Disputationum Medicina, 1605, 4 vols.
- Ars Medica, succincte et perspicue explicata, Hamburgo, 1607, 8vo, reimpressa em Lyons, 1624, por Serranus; e novament em Hamburgo, 1628, por Frobenius
- De Febribus libri tres, Hamburgo, 1610, republicada por Serranus, junto com Ars Medica.
- Tractatus de dente aureo 1628.
- Artis conservandi Sanitatem, libri duo, a C. D. doctore Liddelio defuncto delineati, opera et studio D. Patricii Dunaei, M. D. &c.” Aberdeen, 1631.